# 黄铭功
黄铭功（1864年—1925年），字琴菭（或做琴台），40岁后自号弈叟，学者称秤斋先生，湖南湘阴高坊局（今汨罗市），毕业于岳麓书院，宣统己酉拔贡。曾任教于湖南省一中、一师、公立政法、长郡联中、雅礼中学等，后任湖南工业专门学校教授。善书法，善弈。 

## 著作
著有《秤斋诗集》，《秤斋杂著》和《棋国阳秋》等书。
《棋国阳秋》作为围棋笔记，记载了围棋掌故、轶闻、棋人棋事，涉及了中日围棋早期交流记事等，有较高的围棋史料方面的价值。
长郡中学校歌和校训均为黄铭功之作。

## 家庭
侄黄绍琼，侄孙黄格非，均能弈。